# Campsurus melanocephalus
Campsurus melanocephalus is een haft uit de familie Polymitarcyidae. De wetenschappelijke naam van de soort is voor het eerst geldig gepubliceerd in 1991 door Pereira & Da-Silva.
De soort komt voor in het Neotropisch gebied.